# Peplos (klädesplagg)

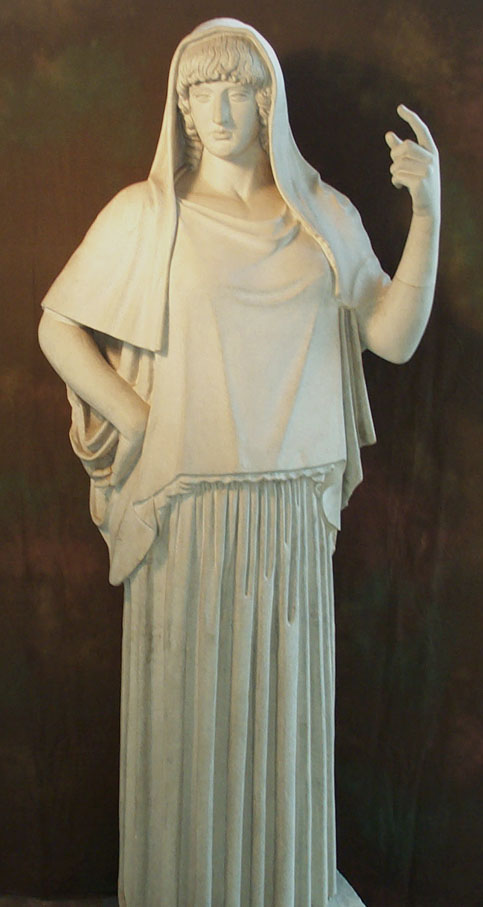
Peplos.

Peplos var ett klädesplagg buret i det antika Grekland. Det var det äldsta kända klädesplagget för kvinnor. Det bars under en himation, det könsneutrala överplagg som även bars av män.
En peplos var en fotsid klädnad bestående av ett rektangulärt tygstycke, som var öppen, hopfäst eller hopsydd på sidan. Detta veks sedan ned på ovansidan så den övre delen av rektangeln föll ned över övre delen av kroppen, medan botten av rektangeln nådde fötterna. Plagget fästes i midjan med bälte och över axlarna med spännen: beroende på hur tyget arrangerades, kunde peplosen bäras kortärmad, eller med tyg ned till armbågen. Peplosen var ofta i tjockare och färgat tyg.
Peplosen var det vanliga plagget för kvinnor i antikens Grekland från arkaisk tid till hellenistisk tid. Kvinnor i Sparta bar peplosen knäkort och öppen i sidan, men det var unikt för Sparta; kvinnorna i Sparta fortsatte också att bära plagget långt sedan det föll ur bruk i resten av Grekland.
I Aten började kvinnor omkring 500 f.Kr. att istället bära kiton.